# カルタラ山
カルタラ山（Mount Karthala or またはKarthola）は、コモロの火山。コモロの最高峰であり、標高は2361mに達する。コモロ最大の島であるグランドコモロ島を構成する2つの楯状火山のうち南側に位置する。

## 概要
カルタラ山は非常に活発な活火山であり、19世紀以降20回の噴火が記録されているが、噴火は山頂部にある3から4㎞四方のカルデラに限られ、島のほとんどは大規模な山体破壊から免れている。
1977年4月5日に発生した噴火では溶岩が流出し、2万人以上の住民が家を失った。その後、小康状態が続いたが2005年4月17日および2006年5月29日の2度の噴火は静穏期の終わりを告げた。

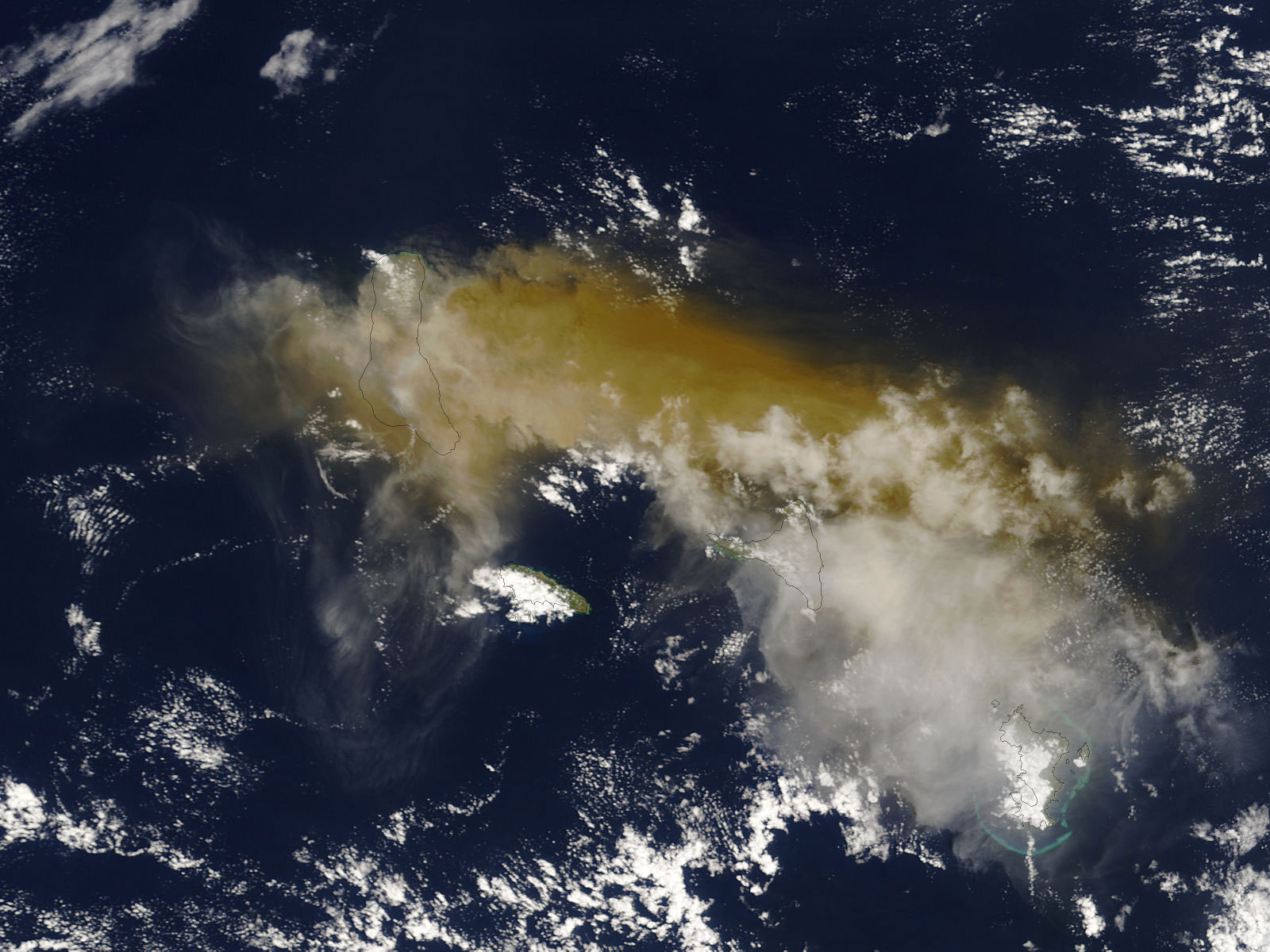
2005年11月の噴火後のコモロ諸島の衛星画像。カルタラ山の噴煙がグランドコモロ島のみならずコモロ諸島のいくつかの島を飲み込んでいる。

2005年4月17日の噴火は溶岩流と致命的な火山ガスの危険を伴い、3万人の住民が避難した。この噴火によって火口の様子は大きく変化し、灰色の火山灰によって覆われた火口は以前よりも広く深くなり、1991年の前回最後の噴火によって形成された火口湖は完全に消失した。また2006年5月29日にはロイター通信が「モロニからカルタラ山頂上に溶岩が見える」と報道した。この噴火は数日で鎮静化した。

## 動植物
山は1800m付近までは湿潤常緑樹林で覆われており、その上には低木とヒースが広がる。カルタラ山にいる動植物はコモロの固有種が多く、なかでもコモロヤマメジロ、コモロコノハズク、コモロヒタキ、コモロオウチュウ、マヨットオウチュウの5種の鳥類はカルタラ山の斜面にのみ生息し、絶滅のおそれのある2種のチョウも生息している。カルタラ山の森林は伐採と農業によって危機にさらされており、山体全域をカバーする自然保護区の設定が提案されているものの、いまだ実現していない。一方、2006年にラムサール条約登録地となった。